# Roskildefjord
De Roskildefjord is een fjord in het noorden van het Deense eiland Seeland (Sjælland). De fjord scheidt de gebieden Nordsjælland en het schiereiland Hornsherred. Aan de zuidkant ligt de stad Roskilde, de naamgever van de fjord. In het noorden mondt de Roskildefjord uit in de Isefjord. De kleine landengte Halsnæs scheidt de Roskildefjord van het Kattegat.

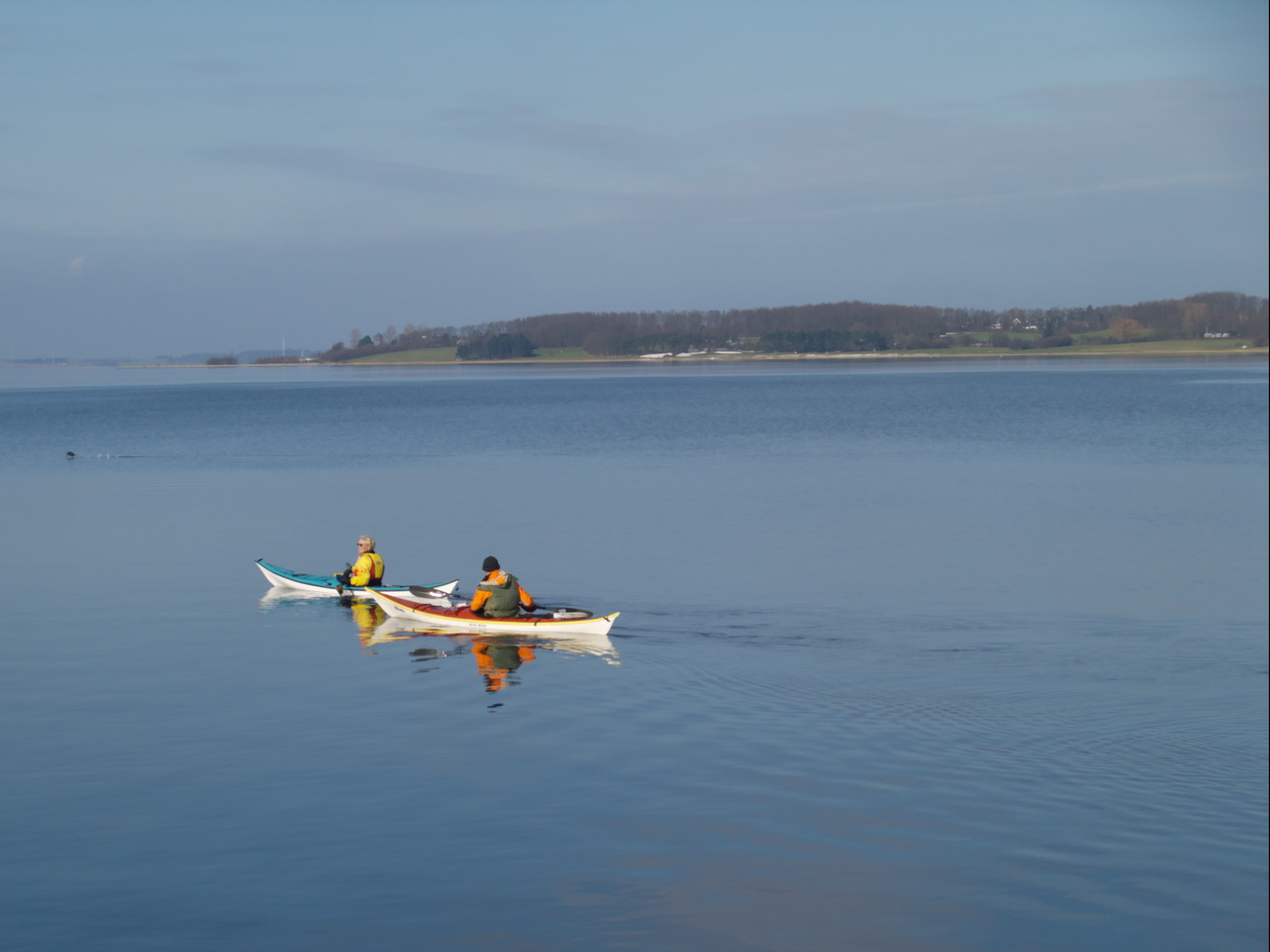
Roskildefjord

In de fjord zijn verschillende Vikingschepen gevonden, waaronder bij de plaats Skuldelev de Skuldelevschepen, die sindsdien in het Vikingschipmuseum (Vikingeskibsmuseet) in Roskilde tentoongesteld worden. In de fjord ligt een aantal kleine eilanden. Rondom de fjord liggen verder onder meer de plaatsen Frederikssund, Jyllinge, Veddelev en Jægerspris.
Het pad om de fjord leidt grotendeels door de tuinen van privéwoningen. De stad heeft echter met de plaatselijke bewoners een overeenkomst voor overpad gesloten, zodat het toegestaan over het pad langs de fjord te wandelen.
- Library of Congress Control Number: sh88000281
- Nationale Bibliotheek van Israël: 987007546349005171
- Virtual International Authority File: 315129377